# Kanton Cergy-2
Kanton Cergy-2 is een kanton van het Franse departement Val-d'Oise. Kanton Cergy-2 maakt deel uit van het arrondissement Pontoise. 
Het werd opgericht bij decreet van 17 februari 2014, met uitwerking in maart 2015.

## Gemeenten
Het kanton Cergy-2 omvat volgende gemeenten:
- Cergy (zuidelijk deel)
- Boisemont
- Éragny
- Jouy-le-Moutier
- Neuville-sur-Oise